# Luis Fernando Velasco
Luis Fernando Velasco Chaves (Popayán, 18 de octubre de 1964) es un político colombiano. Miembro del Partido Liberal. Fue el Ministro del Interior de Colombia en el gobierno de Gustavo Petro.
Fue elegido por elección popular para integrar el Senado y la Cámara de Representantes de Colombia llegando a ser presidente del Senado entre 2015 y 2016.
Fue precandidato a las elecciones presidenciales de 2022 acompañando a la coalición Pacto Histórico, pero no obtuvo el aval del Partido Liberal por lo que declinó su candidatura, sin embargo continuó acompañando dicha coalición siendo uno de los liberales más activos dentro de la misma.
Velasco fue nombrado en agosto de 2022 como Consejero para las regiones del gobierno de Gustavo Petro, sostuvo en Caracol Radio, que este gobierno en la Guajira, iba a producir hidrógeno verde, que mediante un proceso de ósmosis se separaban los componentes del agua.
En abril de 2023 fue designado como director encargado de Sistema Nacional de Gestión del Riesgo de Desastres mientras continuaba al frente de la consejería. El mismo mes fue anunciado como Ministro del Interior.

## Biografía

### Carrera
Velasco Chaves es hijo del excongresista liberal, exprocurador y exdirector nacional de instrucción criminal Omar Velasco, y de la abogada Nubia Chaves. Estudió Derecho en la Universidad del Cauca, realizó estudios en Alta Gerencia en la Universidad Icesi, y una maestría en Gobierno y Administración Pública en la Universidad Internacional Menéndez Pelayo UIMP.
En 1988 es elegido concejal de su ciudad, siendo reelecto en 1990, con un grupo de la sociedad civil en su departamento crean "Caucanos por la Paz", organización que impulsa el proceso de paz con el movimiento guerrillero M19 y posteriormente con el Quintin Lame. Estos dos procesos fueron exitosos. En 1991 asume como secretario de Gobierno del Cauca. Gracias a su gestión en estos cargos es elegido Alcalde de Popayán para el periodo comprendido entre 1992 y 1994.
Se vinculó al gobierno nacional, que dirigía Ernesto Samper, en 1995, poco después de dejar la alcaldía, ejerciendo la Dirección para la Prevención y Atención de Desastres, la Gerencia de la Corporación para el Desarrollo de la Microempresa y finalmente como Consejero de la Presidencia para el Plan Sur.

## Congresista de Colombia
En las elecciones legislativas de Colombia de 1998, Velasco Chaves fue elegido miembro de la Cámara de Representantes de Colombia con un total de 31.193 votos. Luego es reelecto, en las elecciones legislativas de Colombia de 2002, miembro de la Cámara con un total de 24.452 votos.
En las elecciones legislativas de Colombia de 2006, Velasco Chaves fue elegido senador de la república de Colombia con un total de 40.644 votos. Posteriormente en las elecciones legislativas de Colombia de 2010, Velasco Chaves fue reelecto senador con un total de 37.833 votos y en 2014 logró ser elegido para su tercer periodo como senador con 57.803. En el año 2018 participó como precandidato a la presidencia buscando la nominación de su partido, pero antes de la consulta retiró su nombre y se presentó como candidato de nuevo al Senado de la República logrando ser electo con una votación superior a 75.000 votos.
En 2006 es elegido Senador y al año siguiente llega a la Dirección Nacional Adjunta del Partido Liberal. En el senado legalizó la venta callejera de minutos a celular, pues gentes humildes eran perseguidas por las autoridades cuando desarrollaban este trabajo, impulsó la ley de "Habeas Data", que sacó de la lista de morosos a cerca de seis millones de colombianos injustamente reportados en las bases de datos de las centrales de riesgo, reglamentando este derecho constitucional, y saco adelante el proyecto de ley que le reconoce derechos a las actrices y actores colombianos Ley Fanny Mikey.
También ha impulsado el debate durante largos años a fin de bajar el precio de los combustibles en Colombia, indicando los factores que hacen que los colombianos paguen combustibles a precios internacionales desconociendo la calidad de país productor. Iniciando su segundo periodo como senador de la República, fue el coordinador ponente de la reforma constitucional que redistribuyó las regalías mineras del país, haciendo que estas lleguen a todas las regiones colombianas, en especial las más pobres y el estatuto de las personas en condición de discapacidad que entrega derechos especiales al 5% de la población colombiana que la padecen. Ha liderado la defensa del sector textil-confección y sector calzado del país, logrando la reforma arancelaria que impone un tributo a las importaciones de calzado y ropa provenientes de países con los que Colombia no tenga un TLC vigente,esta medida entregó como resultado una notable recuperación de estos sectores de la industria adicionalmente un aumentó en las tasas de generación de empleo en el país.
El 20 de julio de 2015 fue elegido por unanimidad como presidente del Senado de la República.

### Iniciativas
El legado legislativo de Luis Fernando Velasco Chaves se identificó por su participación en las siguientes iniciativas desde el congreso:

- Introduce definiciones al "Breviario de términos", que establecen el factor humano que se ve afectado por la ley.[7]
- Ley General de Pesca y Acuicultura.[8]
- Construir una política de Estado para las víctimas, sobre la base de la justicia, verdad y reparación (Retirado).[9]
- Se autoriza al Banco de la República y a las instituciones científicas, universitarias o culturales de carácter público y de reconocida idoneidad en el manejo del patrimonio arqueológico (Archivado).[10]
- Reformar el artículo 67 de la Constitución Política de Colombia -Conocimiento de la Historia de Colombia- (Archivado).[11]
- Decretar las bases jurídicas y el cuadro normativo para la organización y funcionamiento del Sistema Nacional de Inteligencia (Aprobado).[12]
- Modificar el Título IV de la Ley 599 de 2000 y otras disposiciones para contrarrestar la explotación sexual comercial de niños, niñas y adolescentes (Sancionado como ley).[13]
- Medidas de protección a las víctimas de la violencia (Archivado).[14]
- Propuesta de obligatoriedad del voto en Colombia se hace pertinente, tanto para aumentar la legitimidad de los gobernantes resultantes del proceso democrático y de sus decisiones (Archivado).[15]
- Modificar algunos artículos a la Ley 5.ª de 1992, sobre el funcionamiento de las Comisiones Accidentales de Conciliación (Archivado).[16]
- Reforma al servicio militar obligatorio; Ley 1861 del 4 de agosto de 2017 (Aprobado); Ley del servicio militar actualmente en vigencia.

### Presidencia del Senado
Luis Fernando Velasco fue elegido por unanimidad como Presidente del Senado para el periodo 2015-2016.
En su presidencia es relevante la aprobación de todas las reformas constitucionales y leyes que posibilitaron al presidente de la república y premio nobel de paz adelantar los acuerdos que pusieron fin a una guerra de más de 50 años con las guerrillas de las FARC.
También llevó a cabo una Política de Transparencia Institucional que permitió mejorar la calificación de transparencia de la Entidad, pasando de un nivel de corrupción administrativo muy alto a un nivel de riesgo medio.[cita requerida]
Modernizó el portal web de la Entidad a costo cero. Se incluyeron una serie de herramientas que permite a los ciudadanos enterarse de todo lo que ocurre en el Senado. Entre las herramientas habilitadas se encuentran, el boletín legislativo semanal, el buscador legislativo y la transmisión vía streaming de las sesiones de todas las comisiones y la plenaria del Senado.
Se radicaron 13 proyectos de Acto Legislativo y 198 proyectos de ley, se realizaron 17 debates de control político, entre los más importantes, el debate a los sobrecostos en la modernización de la Refinería de Cartagena (REFICAR), debate sobre los precios de la gasolina, moción de censura por la venta de Isagén y debate sobre los acuerdos de paz, siendo una Presidencia promotora y defensora del proceso de paz.
El Senador Caucano lideró la consolidación del Centro de Altos Estudios Legislativos CAEL, logrando convenios con más de 30 Universidades públicas y privadas de todo el país, entre ellas, la Universidad Nacional, el grupo SUMA de Manizales (Universidad de Caldas, Universidad de Manizales, Fundación Universitaria Luis Amigó, entre otras), Universidad de Quindío, Universidad EAFIT, Universidad San Buenaventura de Cali, Universidad del Cauca, entre otras.
Logró el montaje a costo cero para el Senado, de un piloto denominado Oficina Técnica de Análisis Presupuestal (OTAP), que tiene como fin establecer una oficina consultora que elabore permanentemente documentos que acompañen el debate parlamentario.
Rendición de Cuentas Presidencia Senado 2015-2016 

### Partidos políticos
A lo largo de su carrera ha representado los siguientes partidos:
| Partido político | Fecha Inicio        | Fecha Fin           |
| Partido Liberal  | 20 de julio de 2006 |                     |
| Partido Liberal  | 20 de julio de 2002 | 19 de julio de 2006 |
| Partido Liberal  | 20 de julio de 1998 | 19 de julio de 2002 |

### Cargos públicos
Entre los cargos públicos ocupados por Luis Fernando Velasco Chaves, se identifican:
Presidente del Senado de la República.

Presidente de la Comisión Primera Constitucional del Senado de la República 2011-2012

| Cargo público                    | Partido político | Fecha Inicio        | Fecha Fin                                          |
| Director Adjunto Partido Liberal | Partido Liberal  | 24 de enero de 2007 | 15 de diciembre de 2009                            |
| Senado de la República           | Partido Liberal  | 7 de agosto de 2006 | 7 de agosto de 2010 Senador 7 de agosto de 2012... |
| Representante a la Cámara        | Partido Liberal  | 7 de agosto de 1998 | 7 de agosto de 2006                                |
| Alcalde de Popayán               | Partido Liberal  | 1 de enero de 1992  | 1 de enero de 1995                                 |
| Concejal de Popayán              | Partido Liberal  | 1 de enero de 1988  | 1 de enero de 1992                                 |